# Iglesia de San Pedro Apóstol (Valoria la Buena)
La iglesia de San Pedro Apóstol es una iglesia católica, dedicada a san Pedro Apóstol de la localidad de Valoria la Buena, en la provincia de Valladolid, comunidad autónoma de Castilla y León, España. Constituye un importante ejemplo de arquitectura neoclásica en la provincia.

## Descripción
Su construcción es obra de los arquitectos Fernando y Manuel Gutiérrez, según plano de Manuel Godoy.
Es un edificio de planta central, que de no haberse añadido dos tramos rectos, en la cabecera y en los pies, hubiese formado un hexágono perfecto. El espacio central se cubre con cúpula con yeserías, con cimborrio al exterior, y los tramos rectos con bóveda de cañón.
Al lado de la Epístola se sitúa la puerta de entrada, adintelada y rematada en frontón recto.
A los pies del templo se sitúa la torre, constituida por basamento y dos cuerpos, y en la que se puede encontrar algún resto de la antigua construcción del siglo XIII.
Recibió la catalogación de BIC el 28 de octubre de 1993.